# Hauptamt Volksdeutsche Mittelstelle

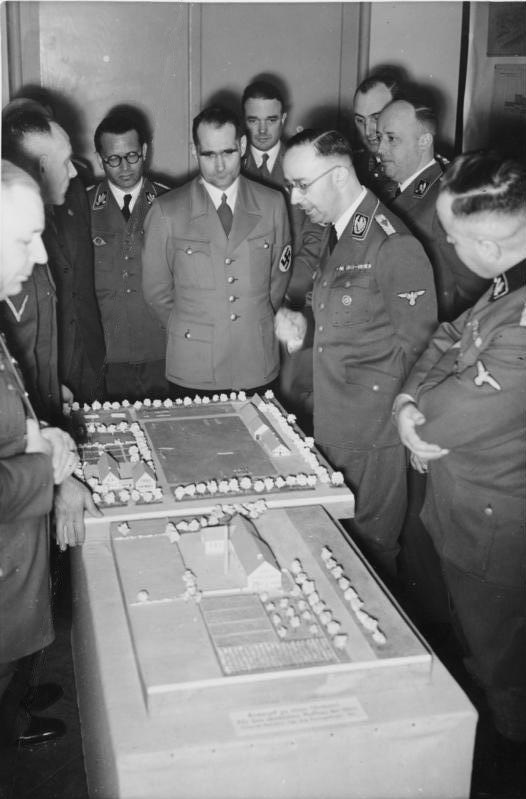
Rudolf Hess y Heinrich Himmler visitan una exposición de los asentamientos rurales alemanes propuestos dentro de la Europa Oriental ocupada (marzo de 1941).

El Volksdeutsche Mittelstelle o VoMi (Centro de Coordinación para Alemanes Étnicos) fue una agencia del NSDAP fundada para administrar los intereses de los alemanes étnicos (población de etnia alemana que vivía fuera de las fronteras de la Alemania nazi).
Más tarde, bajo la administración de las Allgemeine-SS, se haría responsable de llevar a cabo el concepto nazi del Lebensraum (espacio vital) en Europa del Este.

## Formación
Fue fundado en 1937 bajo el mando del SS-Obergruppenführer Werner Lorenz como oficina estatal del Partido Nazi. Sus oficinas centrales estaban en Unter den Linden, Berlín (esto cambió a Keithstraße en 1943 debido al bombardeo aliado). La principal tarea del VoMi fue el reasentamiento de personas alemanas fuera de Alemania. Entre 1939 y 1942, el VoMi había reasentado a medio millón de alemanes étnicos en los territorios recientemente ocupados del Reich bajo el lema "Heim ins Reich" (Retorno al Reich). Estos territorios incluían varios Reichsgau del Reich alemán, estos incluían Wartheland (Posen) y Danzig-Prusia Oriental (Danzig).

## RKFDV
El 7 de octubre de 1939, dos días después de que Polonia hubiera sido invadida, Adolf Hitler estableció el Comisionado del Reich para el Fortalecimiento de las Poblaciones Étnicas Alemanas (en alemán: Reichskommissariat für die Festigung deutschen Volkstums o RKFDV) y nombró al Reichsführer-SS Heinrich Himmler como su Reichskommissar. Esta posición autorizó a las SS a planificar, iniciar y controlar el ritmo de los proyectos de germanización, asentamiento y transferencia de población en la Polonia ocupada; Esto se expandió más tarde a la Rusia ocupada
En 1941, el VoMi se derivó a una Departamento de las SS (Hauptamt) con control sobre todo el personal del VoMi y las oficinas de campo. En junio de 1941, el VOMI fue absorbido por la oficina del Comisionado del Reich para el Fortalecimiento de las poblaciones étnicas alemanas (RKFDV, por sus siglas en inglés) administrada por Himmler. El RKFDV, como organización controlada por las SS, tenía la autoridad de decir quién era alemán, dónde podían vivir los alemanes étnicos, y qué poblaciones deberían ser eliminadas o aniquiladas para dejar sitio a los colonos alemanes. Como jefe del RKFDV, Himmler autorizó a los SS-Einsatzgruppen ("grupos de operaciones") y otras unidades de la policía de las SS para detener y matar a judíos, eslavos y romaníes.
En junio de 1942, Himmler puso a todo el personal del VoMi bajo la jurisdicción de la Oficina Central del Tribunal de las SS. Con la bendición de Hitler, Himmler ahora tenía el control completo sobre el VoMi, los alemanes étnicos fuera de la política de la Alemania imperial y los programas de espacio vital. Aunque el VoMi permaneció técnicamente como una oficina del Partido Nazi hasta el final de la Segunda Guerra Mundial, estaba bajo el control de las SS.

## Organización
El RKFDV-VOMi se organizó en 11 departamentos (1942):

### Amt I: Führungsamt

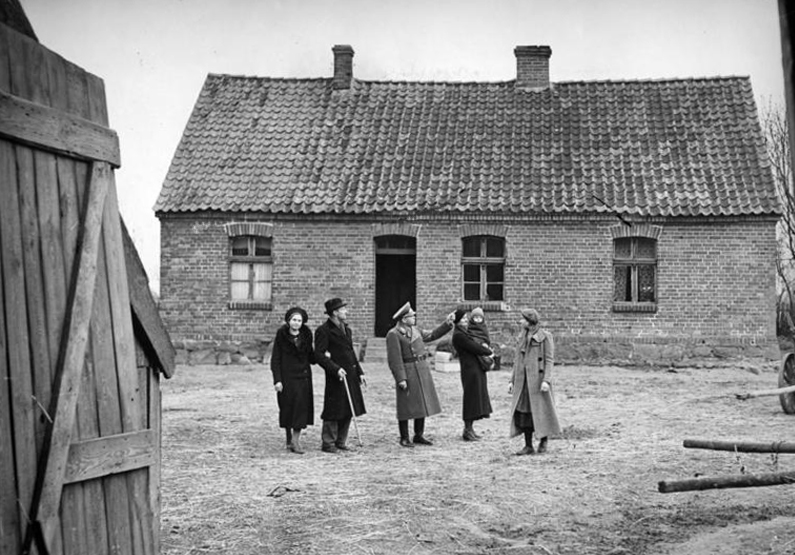
Colonos alemanes en torno a su casa de campo apropiada por los nazis en la Polonia ocupada en noviembre de 1939 durante la acción "Heim ins Reich".

("La sede"). Este departamento, a diferencia de otros departamentos del VoMi, solo contaba con personal de las SS. Contenía las oficiales legales de las SS y una unidad de las Waffen-SS.

### Amt II: Organisation und Personal
("Organización y personal"). Este departamento fue administrado por un oficial del SD. Trató con personal de las SS y no SS dentro del Volksdeutsche. En el último período de la guerra, la importancia del Amt II aumentó, ya que era responsable de asignar el Volksdeutsche al Servicio de Trabajo del Reich

### Amt III: Finanzen, Wirtschaft und Vermögensverwaltung
("Finanzas, economía y administración"). Era responsable de financiar los proyectos del VoMi y distribuir fondos al Volksdeutsche. Fue el único departamento que permaneció bajo el control completo del Estado nazi y no de las Allgemeine SS.

### Amt IV: Informationen
("Información"). Este departamento documentó e informó todas las actividades del VoMi y los proyectos de reasentamiento. Trabajó en estrecha colaboración con el Ministerio del Reich para la Ilustración Pública y Propaganda de Joseph Goebbels. El Amt IV también publicó revistas de información para los colonos alemanes.

### Amt V: Deutschtumserziehung
("Educación alemana"). Esto proporcionó servicios culturales y educativos para ayudar al Volksdeutsche a asimilarse a las formas alemanas.

### Amt VI: Sicherung Deutschen Volkstums im Reich
("Oficina de alemanes étnicos dentro del Reich"). Esta oficina se ocupó del bienestar de los alemanes étnicos a los que se les permitía establecerse dentro de las fronteras de Alemania. También evaluó a los posibles candidatos para un acuerdo que los calificara según su etnicidad, política y habilidades. Sin embargo, el Amt VI, aunque se encargó del bienestar del Volksdeutsche, trabajó estrechamente con la Gestapo y la SD de la RSHA.

### Amt VII: Sicherung Deutschen Volkstums in den neuen Ostgebieten
("Oficina de alemanes étnicos en las nuevas áreas del este"). Tenía un papel similar al del Amt VI pero cuidaba del bienestar de los alemanes étnicos en Europa del Este, como en la Polonia ocupada, Checoslovaquia y Rusia. Tenía oficinas de campo en Cracovia, Riga y Kiev.

### Amt VIII: Kultur und Wissenschaft
("Cultura y ciencia"). Esta sección se dedicó a recopilar y archivar la historia cultural del Volksdeutsche reasentado. El departamento también actuó como conservador de artefactos, tesoros y documentos pertenecientes a etnias alemanas.

### Amt IX: Politische Führung Deutscher Volksgruppen
("Oficina política de grupos étnicos alemanes") Las SS consideraron que este era el departamento más importante dentro del VoMi, ya que proporcionaba el liderazgo político para los alemanes étnicos dentro del Tercer Reich y la Europa ocupada. El Amt IX tenía varias subdivisiones, que incluían asuntos domésticos, relaciones entre alemanes étnicos y el Partido Nazi, asuntos entre estados extranjeros y el Tercer Reich con respecto a alemanes étnicos y relaciones con el Ministerio de Asuntos Exteriores Nazi.

### Amt X: Führung der Wirtschaft in den Deutschen Volksgruppen

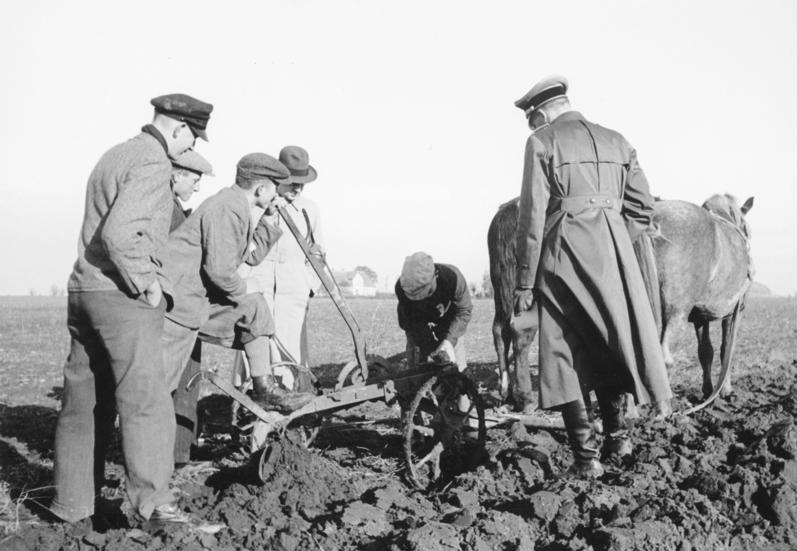
Alemanes que han sido reasentados por el VoMi reciben instrucción en agricultura.

("Oficina de administración económica de los alemanes étnicos"). Esta oficina estableció proyectos de agricultura y trabajo, la banca y el crédito para el Volksdeutsche. Durante la Segunda Guerra Mundial, su papel principal fue la explotación de los alemanes étnicos en interés del Tercer Reich.

### Amt XI: Umsiedlung
("Reasentamiento"). Este departamento fue el principal responsable del manejo de la operación de germanización masiva para asentar al Volksdeutsche en toda Alemania y en la Europa ocupada.

## Papel en el Holocausto

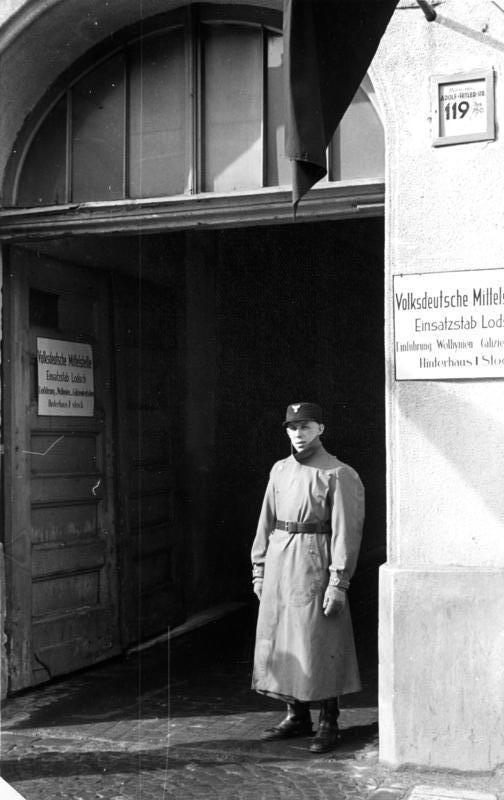
La Oficina de alemanes étnicos dentro del Reich de las SS en Lodz, Polonia ocupada, 1940. El 26 de septiembre de 1942, August Frank, un funcionario del Departamento de Administración del campo de concentración de las SS, ordenó que todas las propiedades de los judíos asesinados en Operación Reinhard se enviaran a esta oficina.

Una unidad del VoMi, el Sonderkommando R (Russland), sucesor institucional del Einsatzgruppe D en el área de Transnistria, llevó a cabo numerosas masacres de judíos durante la primera mitad de 1942. Las víctimas fueron deportadas del territorio controlado por los rumanos, siendo la política del mariscal Ion Antonescu la de "limpiar" la nación rumana. Su técnica preferida era expulsarlos a territorios controlados por los alemanes y hacer que las unidades de las SS y la policía responsables los exterminasen. Muchos de estos judíos pasaron de un lado a otro durante semanas antes de que una mezcla de unidades del Sk-R y la milicia Selbstschutz de etnia alemana los mataran.
La mayoría de estos asesinatos ocurrieron en el condado (Judetul) de Berezovca, donde las etnias alemanas, distribuidas en alrededor de 40 aldeas, constituían el 40% de la población. El Sk-R fue comandado por el SS-Standartenfuher Horst Hoffmeyer, un alto oficial del VoMi. Su cuartel general estaba en Landau, al oeste del río Bug. Al parecer, la unidad estaba dividida en siete oficinas locales, tres de las cuales eran:
- Worms - comandados por el SS-Obersturmführer Streit
- Lichtenfeld - SS-Obersturmführer Franz Liebl
- Rastatt - SS-Hauptsturmführer Rudolf Hartung

La unidad de Liebl, por ejemplo, fue responsable de la masacre de 1.200 judíos en Suha Verba a principios de junio de 1942.
El SS-Obergruppenführer August Frank era un funcionario de la SS-Wirtschafts-Verwaltungshauptamt (Oficina Económica y Administrativa Central de las SS) que era responsable de la administración de los campos de concentración nazis.
Frank fue responsable de tomar la propiedad de los judíos asesinados en la Operación Reinhard en 1942. Después de la guerra, un memorándum preparado por Frank el 26 de septiembre de 1942 detallaba las instrucciones para tratar con esta riqueza mal habida; Lo que incluso incluía recoger la ropa interior de las víctimas. Ordenó que la propiedad se enviara a las oficinas del VoMi en Lodz, Polonia.
El memorando refutó las afirmaciones de que organizaciones como el VoMi no tenían conocimiento de que los judíos estaban siendo asesinados en masa en los campos de exterminio. La nota es también un ejemplo del uso del eufemismo nazi "evacuación" para los judíos que fueron asesinados en El Holocausto.